# Torre de don Carles
La Torre de don Carles, també coneguda com a Torre de la Presó, és una torre situada entre la Plaça Major i el carrer de Vic de Taradell, a la comarca d'Osona, Catalunya. Tot i haver-se edificat durant el segle xvi, encara mostra una clara fesomia medieval.

## Història
La torre va ser construïda sota les ordres de Don Carles de Cruïlles i Vilademany, baró de Taradell, ja que les poblacions amb el títol de vila havien d'estar fortificades. En un principi, l'objectiu era que fos una torre de guaita, part d'una fortalesa més gran. Les obres van començar el 1545, i no s'acabà fins al 1550. Les obres de la fortalesa no es van acabar perquè don Carles va morir abans de finalitzar-les. Com que no es pogué finalitzar el projecte, l'ús principal de la torre fou el de presó, per això també es coneix com a Torre de la Presó.
La torre va quedar bastant malmesa, però el 1960 s'hi va fer una primera restauració, recuperant els merlets i l'aparença original. L'any 2000 es va fer una segona restauració, restaurant la torre, adequant els voltants i recuperant l'accés a la base, que s'havia perdut.

## Descripció
Es tracta d'una fortalesa que es comunica, mitjançant un corredor, amb l'angle nord-est de la Plaça Major de Taradell. És una torre de defensa de planta quadrada, que es troba al mig de les cases del carrer. Fa, aproximadament, 4,5 x 4,5 metres a la base, i arriba fins als 15 metres d'alçada.
Els materials constructius utilitzats són pedra basta sense polir de color gris, amb alguns elements de ressalt de pedra vermella. A més, està coronada per merlets. El mur de llevant, que segurament és el que es conserva millor, presenta una finestreta a mitjana alçada emmarcada per quatre carreus i, a baix, una espiera amb una rodona a per a apuntar. Tot i que es troba envoltada per altres edificis, l'estat de conservació és força bo.